# Prodidomus stella
Espèce
Synonymes
- Prodida stella Saaristo, 2002

Statut de conservation UICN

 CR B1ab(iii)+2ab(iii) : 
En danger critique
Prodidomus stella est une espèce d'araignées aranéomorphes de la famille des Prodidomidae.

## Distribution
Cette espèce est endémique des Seychelles. Elle se rencontre sur Cousine.

## Habitat
Cette araignée vit sous l'écorce de Casuarina sp..

## Description
La femelle holotype mesure 4,5 mm.

## Systématique et taxinomie
Cette espèce a été décrite sous le protonyme Prodida stella par Saaristo en 2002. Elle est placée dans le genre Prodidomus par Rodrigues et Rheims en 2020.

## Étymologie
Cette espèce est nommée en l'honneur de Stella Hitchins, née Stella Le Maitre.

## Publication originale
- Saaristo, 2002 : « New species and interesting new records of spiders from Seychelles (Arachnida, Araneaea. » Phelsuma, vol. 10, suppl. A, p. 1-31 (texte intégral).